# Birro
O termo birro é a designação comum aos insetos coleópteros do gênero Byrrhus, compreendendo os diminutos besouros europeus, típicos da família dos birrídeos. Sua principal característica é a cabeça dobrada para baixo.